# Almenar
Almenar es un municipio y localidad española de la provincia de Lérida, en Cataluña. Ubicado en el norte de la comarca del Segriá, en el límite con la de la Noguera y Aragón, cuenta con una población de 3338 habitantes (INE 2024). Incluye el agregado de La Bassa Nova.

## Historia

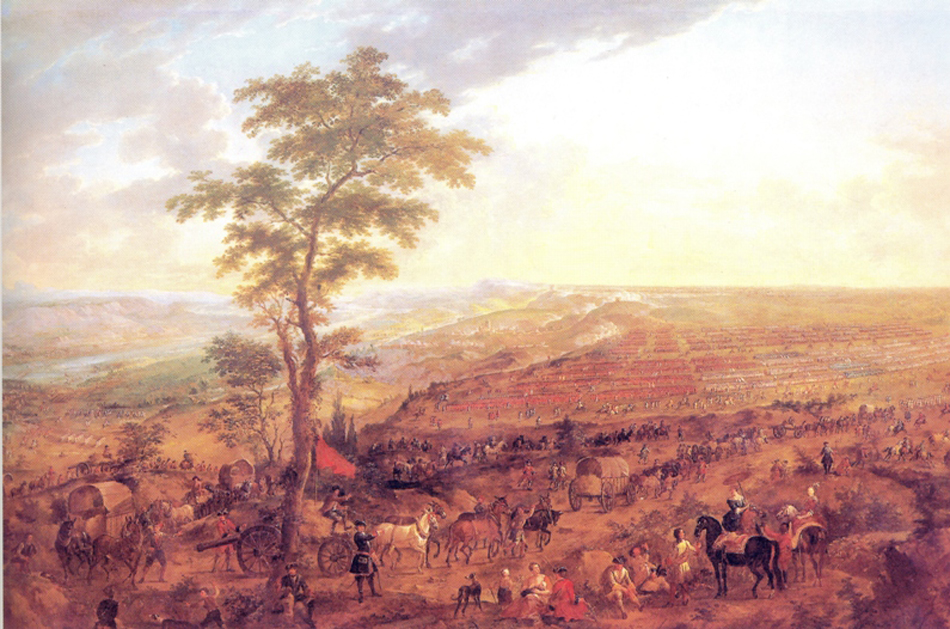
Batalla de Almenar, 27 de julio de 1710, Museo de Historia del Arte de Viena.

## Geografía humana

### Demografía
Cuenta con una población de 3338 habitantes (INE 2024).
| Gráfica de evolución demográfica de Almenar entre 1842 y 2021                                                         |
| |
| Población de derecho según los censos de población del INE. Población de hecho según los censos de población del INE. |

| 1900 | 1930 | 1950 | 1970 | 1981 | 1986 | 1990 | 1996 | 2000 | 2006 |
| ---- | ---- | ---- | ---- | ---- | ---- | ---- | ---- | ---- | ---- |
| 2260 | 2780 | 2883 | 2784 | 3636 | 2631 | 2598 | 2439 | 3441 | 2576 |

## Economía
Agricultura de regadío que aprovecha el agua del canal de Aragón y Cataluña. Ganadería bovina, ovina y porcina. Industria agropecuaria.

## Monumentos y lugares de interés
- Iglesia de Santa María, del siglo XIV, con fachada neoclásica.
- Edificio del Ayuntamiento, con fachada neoclásica.